# Leposavić
Leposavić (em sérvio:  Лепосавић, pronúncia em servo-croata: pronunciada [lɛ̌pɔsaʋitɕ]), também conhecido como Leposaviq ou Albanik  (Albanês em forma definida: Leposaviqi ou Albaniku), é uma cidade e o município mais ao norte do Distrito de Mitrovica, no Kosovo. Em 2015, tinha uma população estimada em 18.600 habitantes.  O município cobre uma área de 539km2, o que o torna o quinto maior do Kosovo, e consiste na cidade e 72 aldeias.
Faz parte do Norte do Kosovo, uma região de maioria étnica sérvia que funciona em grande parte de forma autônoma em relação ao restante do Kosovo, de maioria étnica albanesa. De acordo com o Acordo de Bruxelas de 2013, espera-se que o município passe a fazer parte da Comunidade dos Municípios Sérvios.

## História
De 1877 a 1913, Leposavić fez parte do Vilaiete de Kosovo. Leposavić, então uma vila, foi palco de combates durante as guerras sérvio-turcas de 1876-1878. 

### Iugoslávia (1918–1992)
Após a Primeira Guerra Balcânica (1912), o Kosovo foi reconhecido internacionalmente como parte da Sérvia e o norte de Metohija como parte do Montenegro no Tratado de Londres em maio de 1913. Em 1918, o Reino dos Sérvios, Croatas e Eslovenos, mais tarde denominado Iugoslávia, foi estabelecido pela fusão dos estados eslavos do sul do oeste. Entre 1929 e 1941, a região fez parte administrativamente da Banovina de Zeta.
Lešak, Belo Brdo, Vračevo, Berberište foram incorporados ao município de Leposavić em 1953. 
Em meados da década de 1950, a Assembleia da República Popular da Sérvia decidiu que o município de Leposavić fosse cedido à Região Autónoma do Kosovo e Metóquia, após pedidos da liderança do Kosovo.  Até então fazia parte do Kraljevo srez, cuja população era inteiramente sérvia.  Depois disso, o número de sérvios caiu drasticamente.  Em 1959, Leposavić foi incorporada à província.  

### Atualidade
Após o bombardeio da OTAN na Iugoslávia, foi criado o grupo político Pokret za Leposavić ("Movimento para Leposavić"), que buscava reunir aqueles comprometidos com a cooperação e a comunicação com a comunidade internacional e os albaneses. 
Espera-se que o município passe a fazer parte da proposta Comunidade de Municípios Sérvios.

## Nome
Embora historicamente conhecida como Leposavić em sérvio e Leposaviq em albanês e sendo uma área de colonização sérvia, a cidade tem sido referida como Albanik em alguns mapas produzidos pela KFOR desde a declaração de independência do Kosovo.  Albanik é preferido a Leposaviq nos documentos governamentais do Kosovo traduzidos para o inglês. 

## Assentamentos
Além da cidade de Leposavić, o município inclui as seguintes aldeias:
- Bare
- Belo Brdo
- Beluće
- Berberište
- Bistrica
- Borova
- Borčane
- Brzance
- Vitanoviće
- Vračevo
- Vuča
- Gnježdane
- Gornji Krnjin
- Graničane
- Grkaje
- Guvnište
- Gulije
- Desetak
- Dobrava
- Donje Isevo
- Donji Krnjin
- Dren
- Duboka
- Zabrđe
- Zavrata
- Zemanica
- Zrnosek
- Ibarsko Postenje
- Jarinje
- Jelakce
- Jošanica
- Kajkovo
- Kamenica
- Kijevčiće
- Koporiće
- Kostin Potok
- Košutica
- Košutovo
- Kruševo
- Kruščica
- Kutnje
- Lazine
- Lešak
- Lozno
- Majdevo
- Mekiniće
- Miokoviće
- Mioliće
- Mošnica
- Ostraće
- Plakaonica
- Planinica
- Popovce
- Potkomlje
- Pridvorica
- Rvatska
- Rodelj
- Rucmance
- Seoce
- Slatina
- Sočanica
- Tvrđan
- Trebiće
- Trikose
- Ćirkoviće
- Ulije
- Ceranja
- Crveni
- Crnatovo
- Šaljska Bistrica

## Demografia
De acordo com as estimativas de 2011 do Governo do Kosovo, Leposavić tem 4.193 agregados familiares e 13.773 habitantes.  No relatório de 2015 da OSCE, a população do município de Leposavić é de 18.600 habitantes.  O município de Leposavić inclui a cidade e 72 aldeias.

### Grupos étnicos
A maioria do município de Leposavić é composta por sérvios do Kosovo com cerca de 18.000 habitantes (96,4%), enquanto 350 bósnios e 270 albaneses do Kosovo vivem no município.  Os albaneses do Kosovo vivem nas três aldeias do sul de Košutovo, Šaljska Bistrica e Ceranje.
A composição étnica do município de Leposavić, incluindo deslocados internos: 
| Grupo étnico     | 1991 est. | 1999 est. | 2015 est. |
| ---------------- | --------- | --------- | --------- |
| Sérvios          | 14.306    | 15.365    | 17.935    |
| Bósnios          | 600       | 940       | 350       |
| Albaneses        | 1.101     | 902       | 270       |
| Ciganos, Ascális | 163       | -         | 65        |
| Outros           | 100       | -         | -         |
| Total            | 16.291    | 17.207    | 18.600    |

## Economia
Quase todas as instalações industriais estão fechadas ou funcionam com capacidade reduzida. A taxa de desemprego também é elevada e aumentou consideravelmente devido ao encerramento da maioria das instalações do conglomerado Trepča. O município é rico em recursos naturais, infraestrutura e gestão, mas as circunstâncias atuais bloquearam todas as potencialidades. O município adoptou a Agenda de Desenvolvimento 2006-2009, em cooperação com o Gabinete das Nações Unidas para Serviços de Projetos e com o apoio da UNMIK e do Governo Italiano, que prevê melhorias na economia local. Contudo, com a actual situação difícil, não há muita esperança de que a agenda seja devidamente implementada. O município, liderado por um diretor executivo muito proativo, dedica esforços notáveis para identificar e iniciar ideias de projetos. 
Existem três minas de chumbo e zinco operando no território de Leposavić: Belo Brdo, Crepulje e Crnac.

## Monumentos culturais
O município possui vários monumentos protegidos pela República da Sérvia como parte da lista do património cultural.
As seguintes igrejas ortodoxas sérvias estão localizadas em Leposavić:
- Mosteiro de Sočanica
- Mosteiro de Vračevo
- Igreja de Cosme e Damião
- Igreja de São Basílio de Ostrog

## Galeria

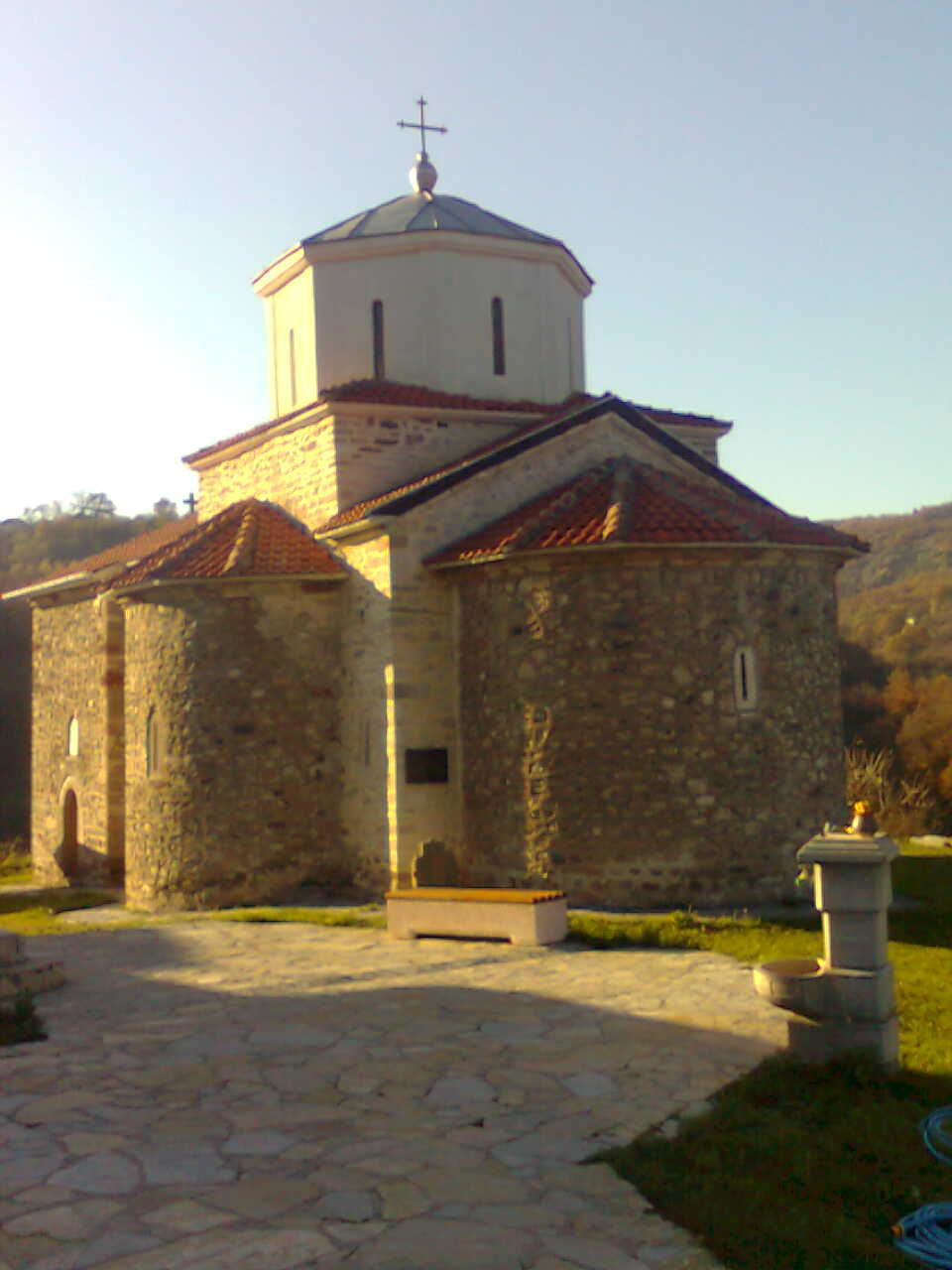
Igreja de Cosme e Damião
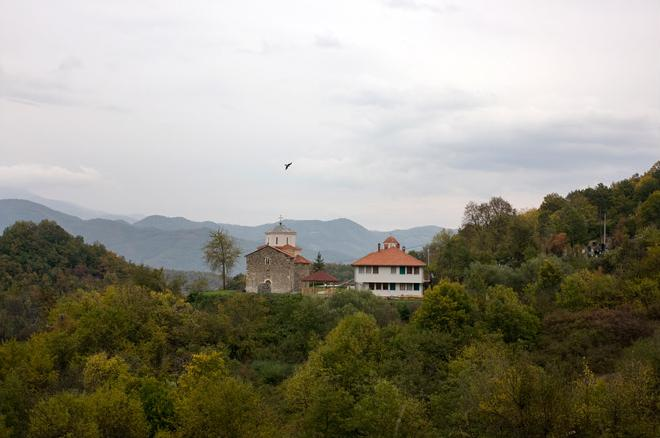
Mosteiro de Vračevo
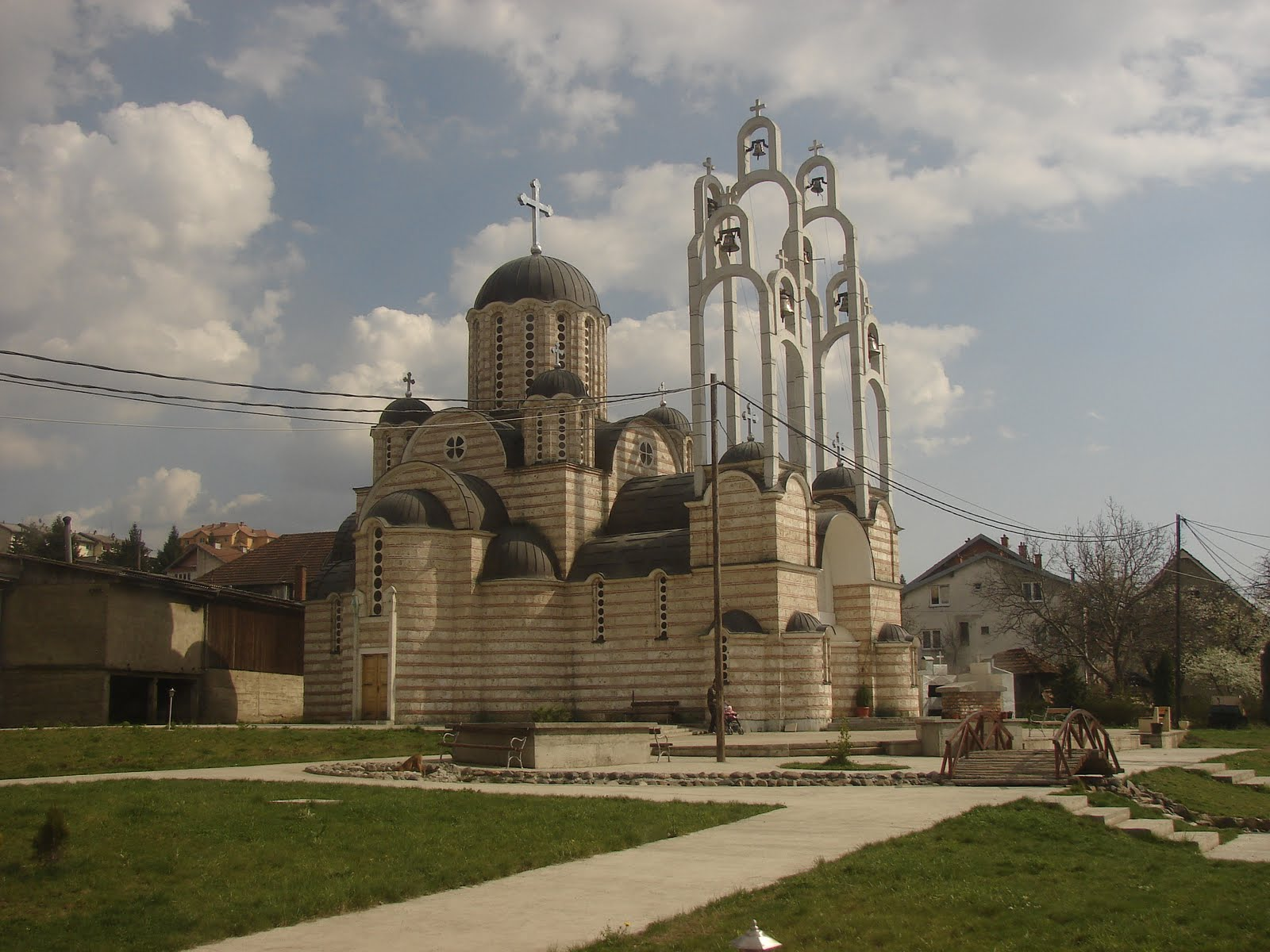
Igreja de São Basílio de Ostrog
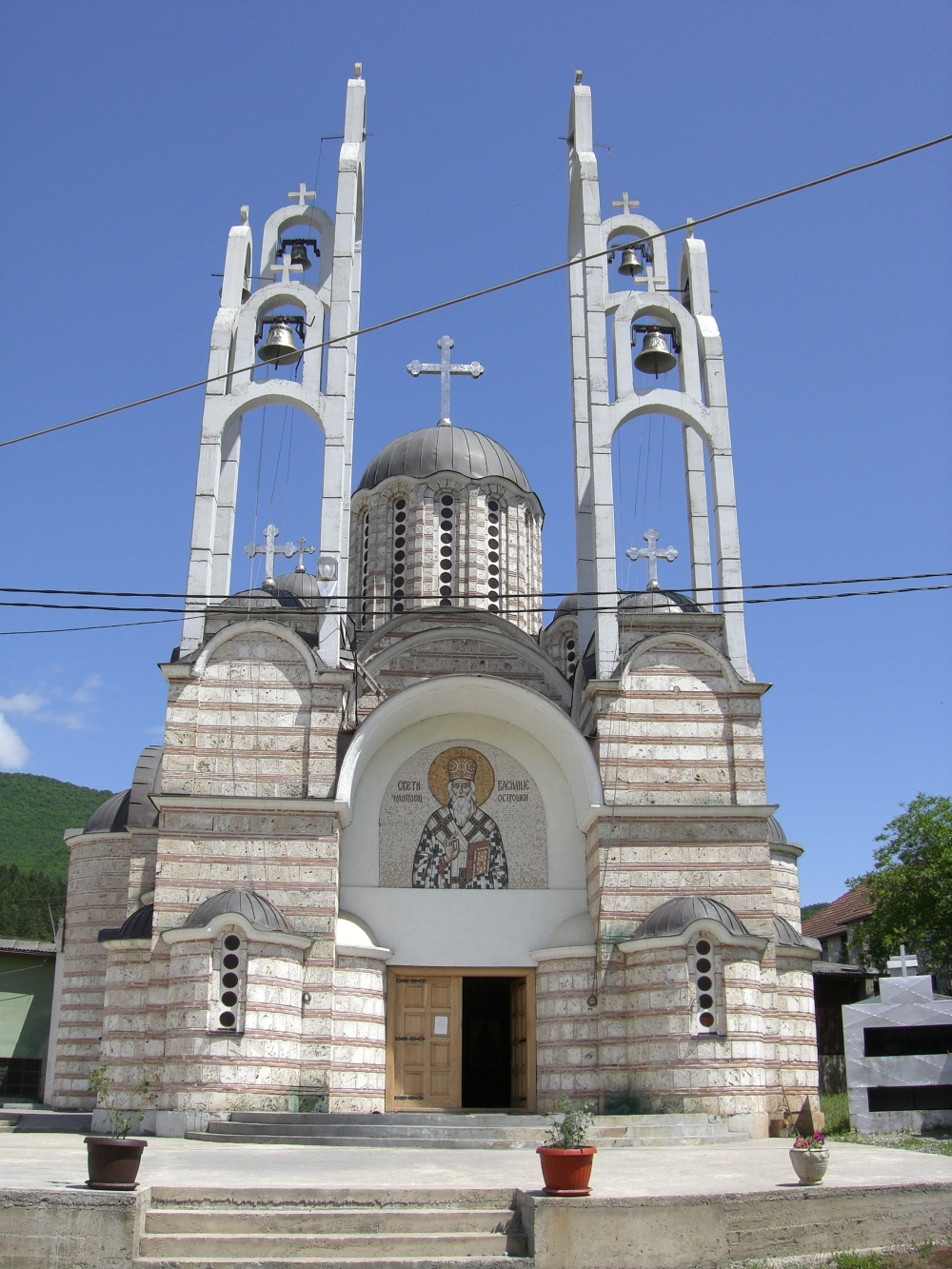
Igreja de São Basílio de Ostrog